# Scrobipalpa acuminatella
Scrobipalpa acuminatella là một loài bướm đêm thuộc họ Gelechiidae. Nó được tìm thấy ở châu Âu.
Sải cánh dài 10.5-14.5 mm. The moths are on wing từ tháng 4 đến tháng 8 tùy theo địa điểm.
Ấu trùng ăn các loài Carduus và Cirsium, but also Cotton thistle, Artemisia và Serratula tinctoria.

## Hình ảnh

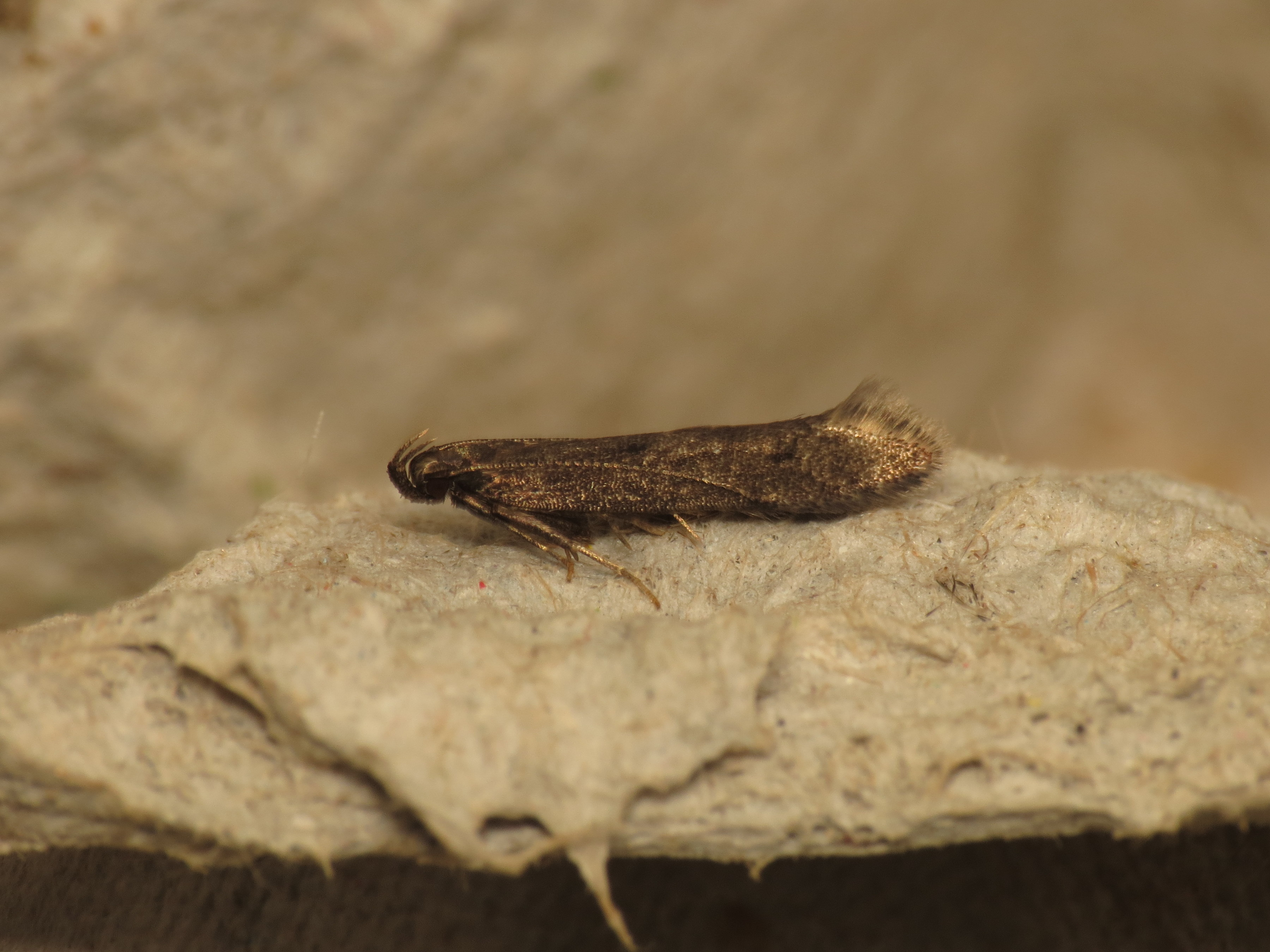
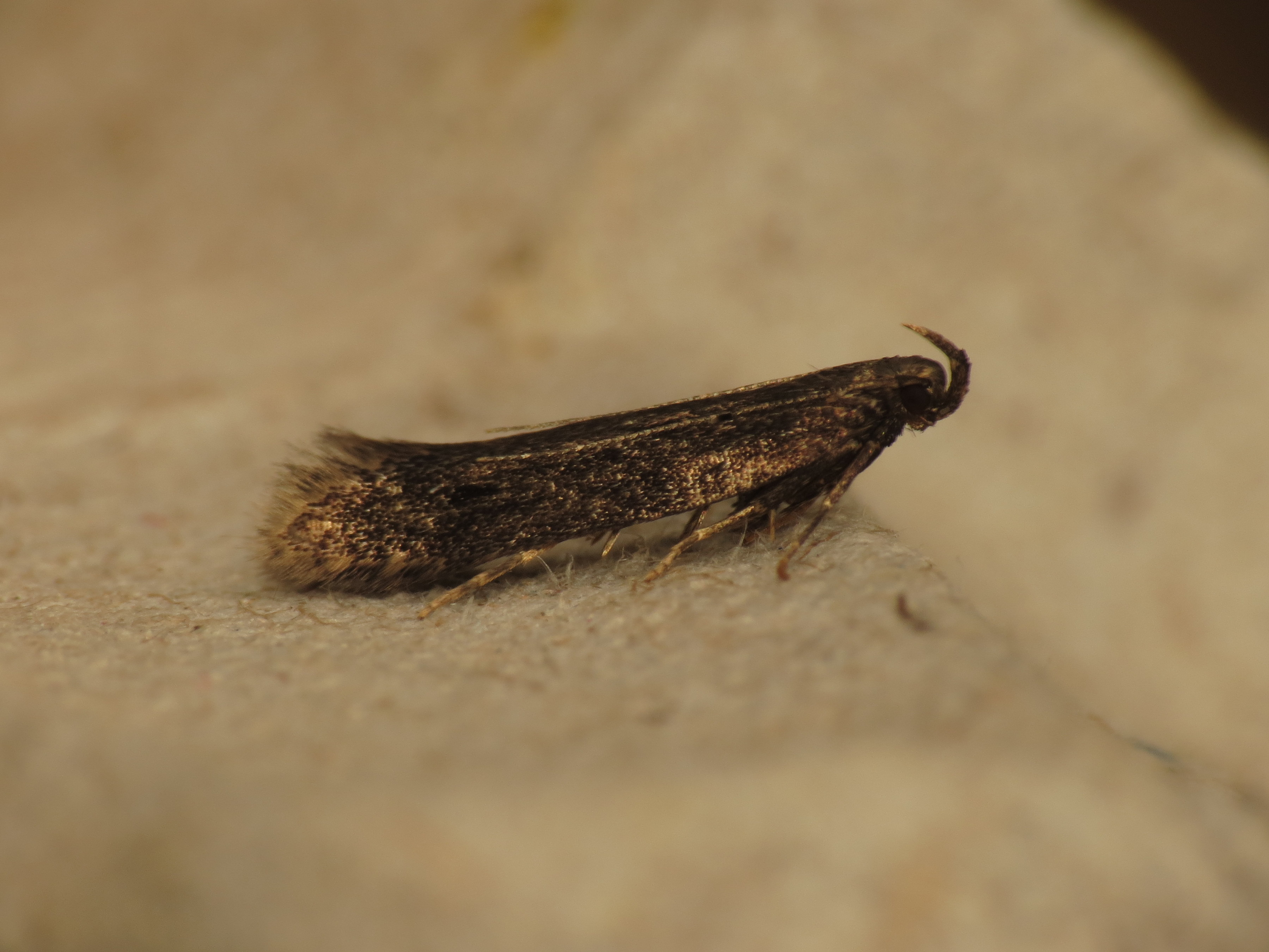
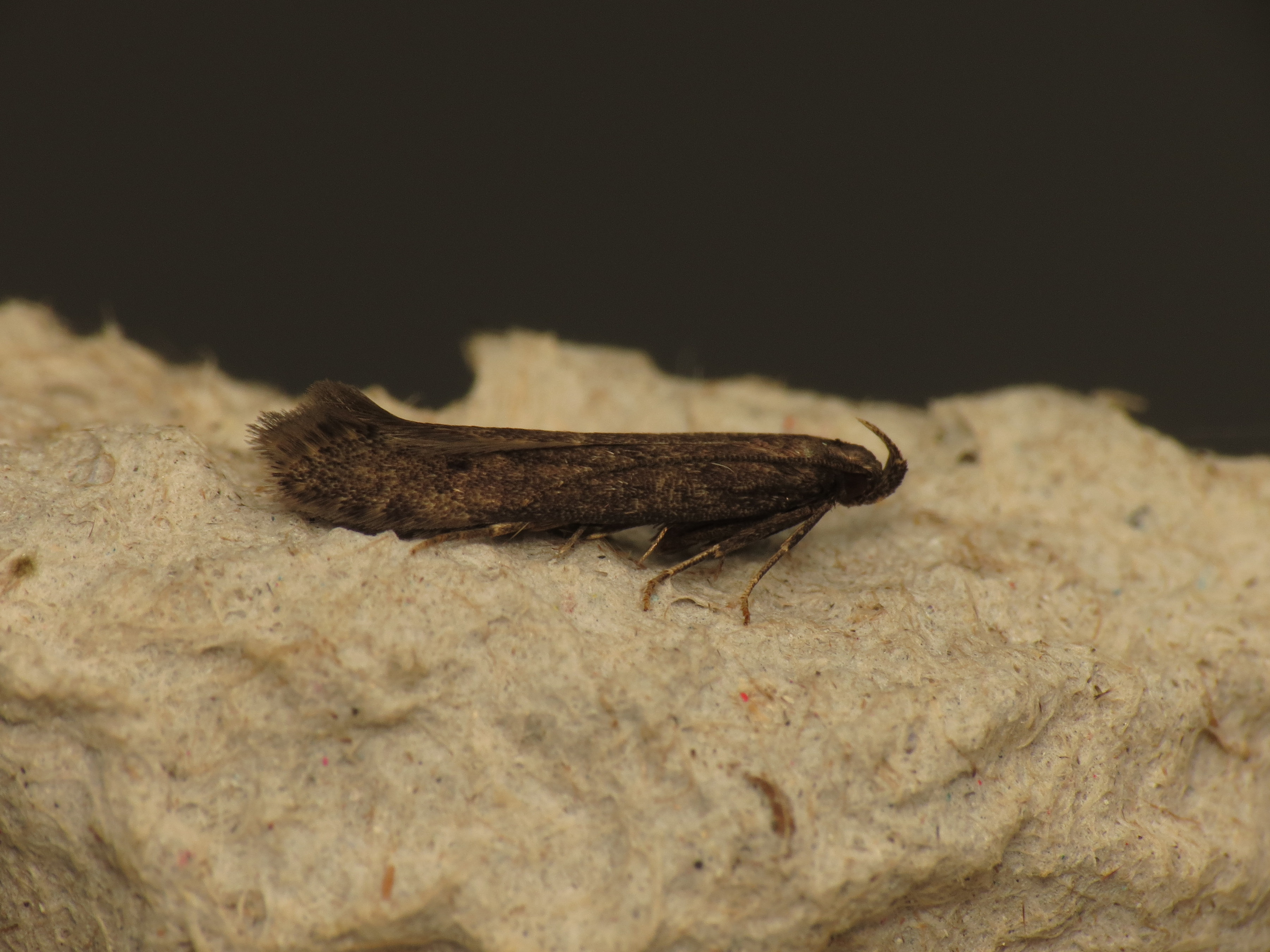